# 曽根町 (新潟県)
曽根町（そねまち）は、かつて新潟県西蒲原郡にあった町。1955年3月31日の合併によって消滅し、現在は新潟市西蒲区の一部となっている。
以下の記述は合併直前当時の旧曽根町に関しての記述であり、現在では名称等が異なる場合がある。なお、ここに記述されていない内容に関しては新潟市などの記事を参照。

## 沿革
- 1889年（明治22年）4月1日 - 町村制施行に伴い西蒲原郡曽根村、善光寺村、善光寺村受、桑山村、旗屋村、松崎村が合併し、曽根村（そねむら）が発足。
- 1930年（昭和5年）12月1日 - 町制施行し曽根町となる。
- 1955年（昭和30年）3月31日 - 西蒲原郡鎧郷村と合併し、西川町となり消滅。

## 地域
曽根町は、合併した村名を継承する以下の大字で構成される。
曽根（そね）
1889年（明治22年）まであった曽根村の区域。現在の新潟市西蒲区曽根。
善光寺（ぜんこうじ）

1889年（明治22年）まであった善光寺村の区域。現在の新潟市西蒲区善光寺。
善光寺村受（ぜんこうじむらうけ）

1889年（明治22年）まであった善光寺村受の区域。現在の新潟市西蒲区善光寺村受。
桑山（くわやま）

1889年（明治22年）まであった桑山村の区域。現在の新潟市西蒲区桑山。
旗屋（はたや）
1889年（明治22年）まであった旗屋村の区域。現在の新潟市西蒲区旗屋。
松崎（まつさき）

1889年（明治22年）まであった松崎村の区域。現在の新潟市西蒲区松崎。